# Манганари, Иван Павлович
Иван Павлович Манганари (1802 — 25 октября (6 ноября) 1865) — генерал-майор, Георгиевский кавалер; брат Михаила и Егора Манганари.

## Биография
Выходец из семьи греческого эмигранта Манганари.
Был произведён в гардемарины 1 октября 1815 года; 9 февраля 1818 года стал мичманом. С 1822 по 1825 годы он находится в Дунайской флотилии при крепости Измаил; 21 апреля 1824 года произведён в лейтенанты. Затем служил на фрегате «Евстафий» и, с июня 1828 года, на линейном корабле «Чесма». В 1829 году участвовал при взятии городов Инады и Мидии, а в 1830 году, в составе эскадры контр-адмирала М. Н. Кумани плавал на этом корабле с десантными войсками из Румелии в черноморские порты.
В 1832—1833 годах плавал на транспорте «Кит», перевозя грузы между Севастополем и Николаевом, а затем вернулся на «Чесму». В 1834 году был переведён на фрегат «Анна» и 6 декабря 1834 года за отличие был произведён в капитан-лейтенанты.
В 1840 году И. П. Мангари был назначен командовать транспортом «Березань», который в течение 1840 года перевозил десантные войска и грузы из Севастополя к восточным берегам Чёрного моря. Семь лет оставался командиром этого транспорта; 11 апреля 1843 года был произведён в капитаны 2 ранга; в 1844 году награждён орденом Св. Станислава 3-й степени; 1 января 1847 года за выслугу 25 лет в офицерских чинах, награждён орденом Св. Георгия 4-го класса; 2 марта 1847 года произведён в капитаны 1 ранга.
26 ноября 1847 года Иван Павлович Манганари был назначен управляющим Херсонским портом и восемь лет развивал один из самых крупных портов Российской империи. Командиром 15-го рабочего экипажа Черноморского флота в Николаевском порту, с переименованием в полковники, он был назначен 4 мая 1855 года. Спустя два года, 11 ноября 1857 года, он по состоянию здоровья был уволен от службы с производством в генерал-майоры.

## Семья
Жена, Марина Ивановна. У них родилось трое детей: Николай, Александра и Виктор. Внук, Александр Викторович Манганари был талантливым гравёром, живописцем-декоратором и педагогом. Раннюю известность и популярность в художественных кругах, ему принесли картины «Колокольня Юрьева монастыря» (1908), «Перунов остров» (1909), «Господин Великий Новгород» (1913).